# SMILING BOX 〜THE BEST OF NORIYUKI MAKIHARA〜
『SMILING BOX』（スマイリング・ボックス）は、槇原敬之初のCD-BOX。1998年11月26日にワーナーミュージック・ジャパンより発売。

## 解説
ミリオンセラーとなった1997年の『“SMILING” 〜THE BEST OF NORIYUKI MAKIHARA〜』とその後発表された2枚のSMILINGシリーズを完全限定生産CD-BOXパッケージ化。現在入手困難のため、コレクターアイテムである。本作と同時に、wea japan在籍時に発表した槇原の7枚のオリジナル・アルバムが、完全限定生産の紙ジャケット仕様でリリースされた。

## 収録曲
全曲作詞・作曲（特記以外）槇原敬之

### Disc.1『“SMILING” 〜THE BEST OF NORIYUKI MAKIHARA〜』
1. No.1
  - 8thシングル（1993/9/1）
  - KDD「ゼロゼロイチバン」CMソング。
2. どんなときも。
  - 3rdシングル（1991/6/10）
  - 映画『就職戦線異状なし』主題歌など。
3. もう恋なんてしない
  - 5thシングル（1992/5/25）
  - NTV系土曜グランド劇場『子供が寝たあとで』主題歌。
4. 2つの願い
  - 11thシングル（1994/5/25）
5. NG
  - 1stシングル（1990/10/25）
6. MILK
  - 4thアルバム『SELF PORTRAIT』（1993/10/31）収録曲。
7. 冬がはじまるよ
  - 4thシングル（1991/11/10）
  - サッポロビール冬季限定「冬物語」CMソング。
8. 北風 〜君にとどきますように〜
  - 6thシングル（1992/10/25）
  - デビュー・アルバム収録曲「北風」のリメイク。
9. 彼女の恋人
  - 7thシングル（1993/4/25）
10. ANSWER
  - 2ndシングル（1991/4/25）
  - NTV系ドラマスペシャル『冬の運動会』（2005/1/4放送）エンディング・テーマ。
11. 僕の彼女はウェイトレス
  - 2ndアルバム『君は誰と幸せなあくびをしますか。』（1991/9/25）収録曲。
12. SPY
  - 12thシングル（1994/8/25）
  - TBS系木曜ドラマ『男嫌い』主題歌。
13. ズル休み
  - 9thシングル（1993/10/1）
  - 2ヶ月連続シングル・リリース第2弾（第1弾は「No.1」）
14. どうしようもない僕に天使が降りてきた
  - 15thシングル（1996/9/25）
  - NTV系『TVおじゃマンボウ』エンディング・テーマ。
15. 雪に願いを
  - 10thシングル（1993/11/28、リカット作品）
  - TBS系'93冬キャンペーン・ソング。
16. 遠く遠く
  - 3rdアルバム『君は僕の宝物』（1992/6/25）収録曲。
  - 2001年と2006年にセルフカバーを発表。

### Disc.2『SMILING2 〜THE BEST OF NORIYUKI MAKIHARA〜』
1. 北風（ORIGINAL VERSION）（5:06）
  - 2ndシングル「ANSWER」（1991/4/25）のC/W曲。
2. 君に会いに行く（4:28）
  - 4thアルバム『SELF PORTRAIT』（1993/10/31）収録曲。
3. EACH OTHER（5:36）
  - 2ndアルバム『君は誰と幸せなあくびをしますか。』（1991/9/25）収録曲。
4. 花水木（6:16）
  - 5thアルバム『PHARMACY』（1994/10/25）収録曲。
5. まだ見ぬ君へ（4:53）
  - 7thアルバム『UNDERWEAR』（1996/10/25）収録曲。
6. てっぺんまでもうすぐ（4:54）
  - 3rdアルバム『君は僕の宝物』（1992/6/25）表題曲。
7. 東京DAYS（4:45）
  - 5thアルバム『PHARMACY』（1994/10/25）収録曲。
8. DAY AND NIGHT（5:44）
  - 6thアルバム『THE DIGITAL COWBOY』収録曲
9. THE END OF THE WORLD（5:52）
  - 7thアルバム『UNDERWEAR』（1996/10/25）収録曲。
10. Red Nose Reindeer（5:19）
  - 10thシングル「雪に願いを」（1993/11/28）のカップリング曲。
11. Witch Hazel（5:25）
  - 4thアルバム『SELF PORTRAIT』（1993/10/31）収録曲。
12. LOVE LETTER（4:59）
  - 7thアルバム『UNDERWEAR』（1996/10/25）収録曲。
13. 今年の冬（5:46）
  - 5thアルバム『PHARMACY』（1994/10/25）収録曲。
  - 松本英子（2003年、シングル）や岩崎宏美（2006年、アルバム『Dear Friends III』）がカヴァー。
14. 君は僕の宝物（5:38）
  - 3rdアルバム『君は僕の宝物』（1992/6/25）表題曲。

全曲作詞・作曲: 槇原敬之（Except M-8 Wendy Waldman）

### Disc.3『SMILING3 〜THE BEST OF NORIYUKI MAKIHARA〜』
1. CLOSE TO YOU（ENGLISH VERSION）
  - 1stアルバム『君が笑うとき君の胸が痛まないように』（1990/10/25）収録の同一タイトル曲を英語訳したもの。
2. DARLING
  - 5thアルバム『PHARMACY』（1994/10/25）収録曲。
3. くもりガラスの夏（'98 new version）
  - 3rdアルバム『君は僕の宝物』（1992/6/25）収録の同一タイトル曲を再収録したもの。
4. SECRET HEAVEN
  - 作詞: ANDY GOLDMARK、13thシングル（1996/4/10）
5. 80km/hの気持ち（'98 new version）
  - 1stアルバム『君が笑うとき君の胸が痛まないように』（1990/10/25）収録の同一タイトル曲を再編集したもの。
6. 雷が鳴る前に
  - 3rdアルバム『君は僕の宝物』（1992/6/25）収録曲。
7. COWBOY
  - 作詞: Chris Farren、14thシングル（1995/7/10）
8. 恋はめんどくさい?（'98 new version）
  - 5thアルバム『PHARMACY』（1994/10/25）収録の同一タイトル曲を再収録したもの。
9. LIMIT'S OF LOVE
  - 作詞: Bruce Gaitsch、6thアルバム『THE DIGITAL COWBOY』（1995/7/27）収録曲。
10. 困っちゃうんだよなぁ。（'98 new version）
  - 4thアルバム『SELF PORTRAIT』（1993/10/31）収録の同一タイトル曲を再収録したもの。
11. DANCING IN THE RAIN（ENGLISH VERSION）
  - 1stアルバム『君が笑うとき君の胸が痛まないように』（1990/10/25）収録の「RAIN DANCE MUSIC」を英語訳したもの。
12. HOME WORK
  - 5thアルバム『PHARMACY』（1994/10/25）収録曲。
13. I'M NOT GONNA FALL IN LOVE
  - 作詞: Antonina Armato、6thアルバム『THE DIGITAL COWBOY』（1995/7/27）収録曲。
14. まだ生きてるよ（'98 new version）
  - 16thシングル「まだ生きてるよ」（1996/11/18）を再収録したもの。
15. PENGUIN
  - 7thアルバム『UNDERWEAR』（1996/10/25）収録曲。

## 関連作品
- “SMILING” 〜THE BEST OF NORIYUKI MAKIHARA〜
- “SMILING 2” 〜THE BEST OF NORIYUKI MAKIHARA〜
- “SMILING 3” 〜THE BEST OF NORIYUKI MAKIHARA〜
- SMILING GOLD 〜THE BEST & BACKING TRACKS〜